# Visão Tattva

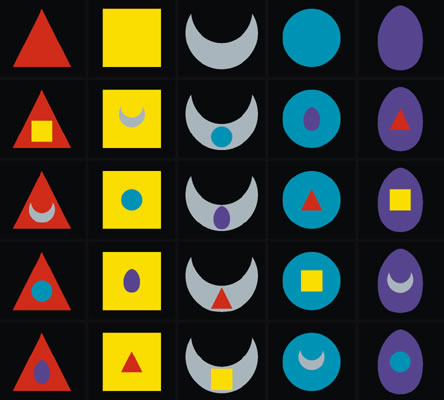
Tattvas em isolamento e combinação

A visão Tattva é uma técnica desenvolvida pela Ordem Hermética da Aurora Dourada para ajudar no desenvolvimento da faculdade da clarividência astral. Provavelmente foram derivados dos elementos ou Tattva (também conhecidos como Tattwas) da versão Sânquia da filosofia hindu. 

## Simbolismo

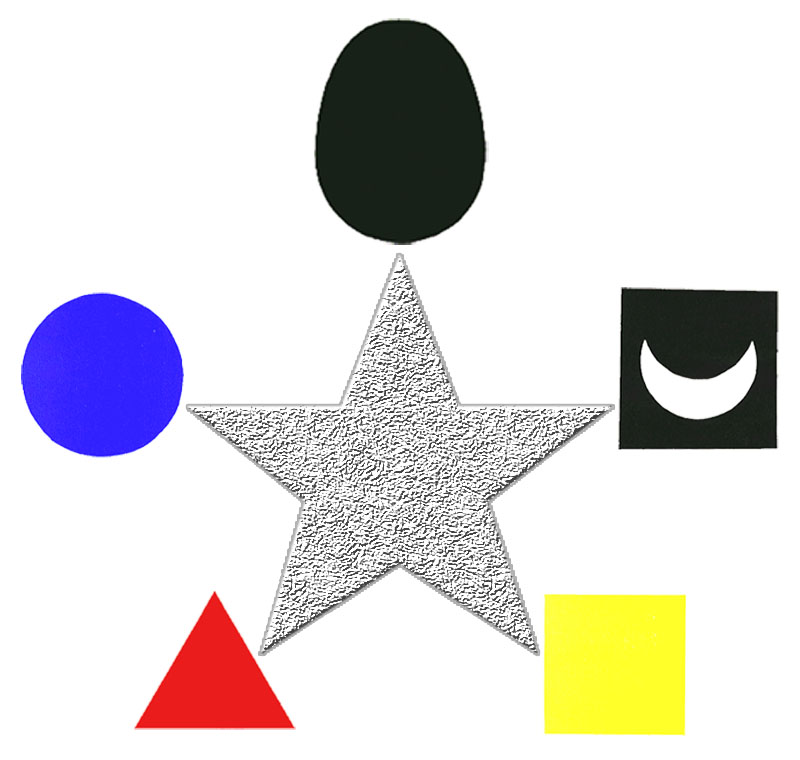
Pentagrama.

As formas astrais dos tattvas e equivalentes nos elementos ocidentais:
Espírito (Akasha); representado pelo vesica piscis ou Ovo negro
Fogo (Tejas); representado pelo Triângulo Vermelho
Ar (Vayu); representado pelo Círculo Azul
Água (Apas); representado pela Lua Crescente Prata/semicírculo roxo
Terra (Prithivi); representado pelo Quadrado Amarelo